# 프리메이슨 홀

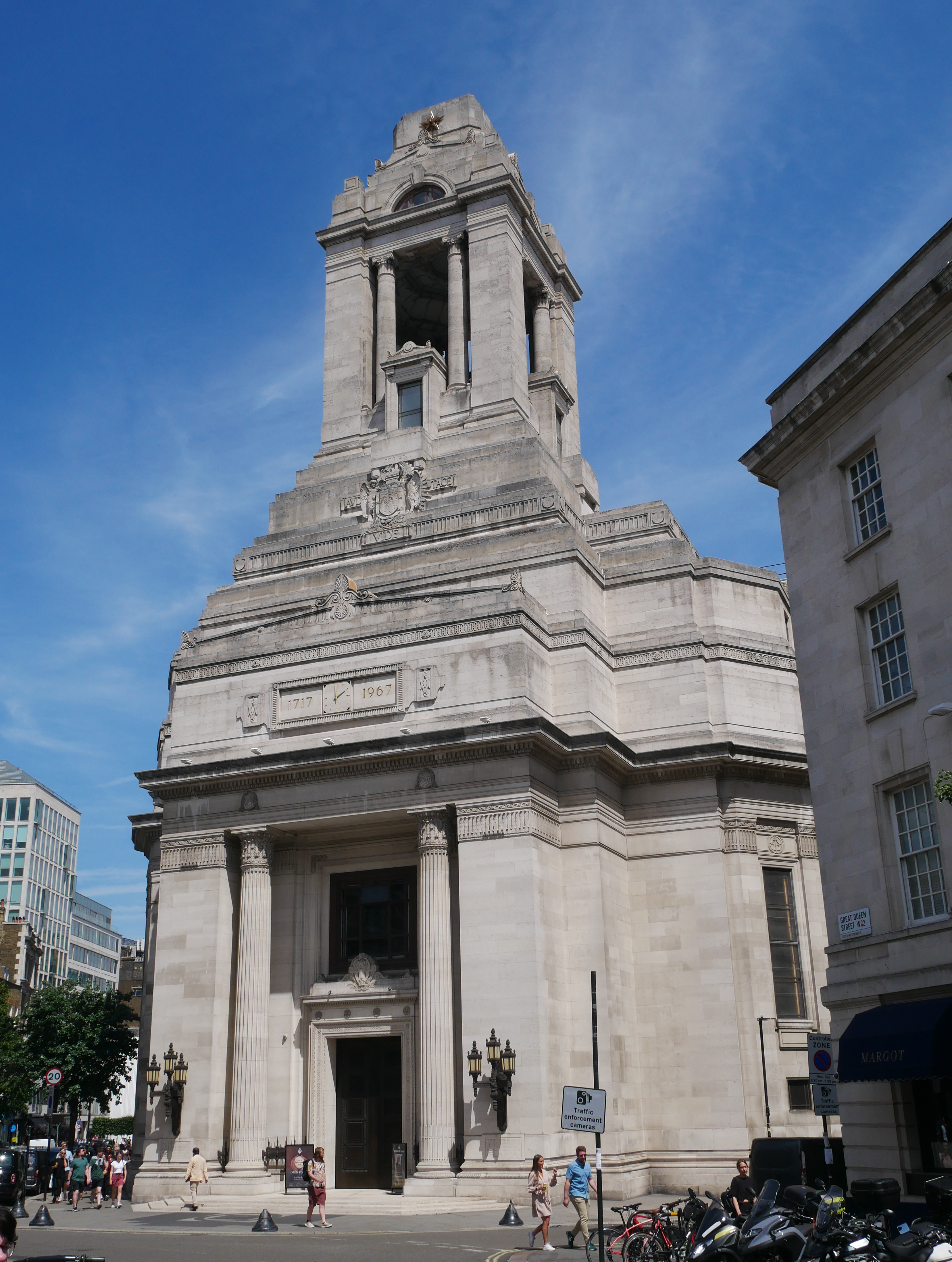

프리메이슨 홀(Freemasons’ Hall)은 영국 연합 그랜드 롯지의 본부이자 영국 왕립 아치 메이슨의 최고 그랜드 지부이며, 런던 지역의 많은 프리메이슨 롯지들(Masonic Lodges)이 모이는 장소이기도 하다. 홀본과 코벤트 가든 사이의 그레이트 퀸 스트리트에 위치해 있으며, 1775년부터 프리메이슨 회의 장소로 사용되었다. 건물의 일부는 매일 일반인에게 개방되며, 고전적인 아르데코 양식의 보존과 함께 영화 및 텔레비전 촬영지로 자주 사용되어 관광 명소가 되었다. 